# Pirro Albergati
Pirro Capacelli Conte Albergati (* 20. September 1663 in Bologna; † 22. Juni 1735 ebenda) war ein italienischer Komponist des Barock.

## Leben
Pirro Albergati gehörte einer der vornehmsten Adelsfamilien Bolognas an, er bekleidete zahlreiche wichtige Posten in der Verwaltung der Stadt. Er studierte Naturphilosophie, erlernte früh das Violinspiel und nahm Kompositionsunterricht bei Giacomo Antonio Perti. Von den Berufsmusikern als "nobile dilettante" (adeliger Musikliebhaber) angesehen, ersuchte er vergeblich um Aufnahme in die angesehene Accademia Filarmonica seiner Heimatstadt. Als Mitglied einer Bologneser Patrizierfamilie bekleidete er mehrfach öffentliche Ämter in seiner Heimatstadt. Ab 1685 war er als „confratelli professi“, Mitglied der wohltätigen Erzbruderschaft Santa Maria della Morte, die häufig auch seine Oratorien und andere geistliche Musik aufführte. 1728 wurde er Kapellmeister in Piano bei Urbino.
Die engen Kontakte zu Arcangelo Corelli spiegeln sich ab dem Plectro armonico in seinen Werken wider. In seinem Vokalwerk legte Albergati Wert auf die solistische Kantabilität und weniger auf Kontrapunktik.

## Werke
Zu seinem Schaffen gehören vier Messen, zahlreiche Psalmen und Motetten, 17 Oratorien, Kantaten und drei Opern.

### Gedruckte Werke
- Op. 1: Balletti, Correnti, Sarabande e Gighe a Violino e Violone, con il secondo Violino a Beneplacito (Bologna, 1682 und 1685)
- Op. 2: Suonate a due Violini col suo Basso continuo per l’Organo, & un altro a Beneplacito per Tiorba, o Violoncello (Bologna, 1683)
- Op. 3: Cantate morali a Voce sola (Bologna, 1685)
- Op. 4: Messa e Salmi concertati a una, due, tre, e quattro Voci con Strumenti obligati, e Ripieni a Beneplacito (Bologna, 1687)
- Op. 5: Pletro Armonico composto di dieci Sonate da Camera a due Violini, e Basso con Violoncello obligato (Bologna, 1687)
- Op. 6: Cantate da camera a Voce sola [con Basso continuo] (Bologna, 1687)
- Op. 7: Motetti et Antifone della B. Vergine a Voce sola con Strumenti (Bologna, 1691)
- Op. 8: Concerti varii da Camera a tre, quattro o cinque (Modena, 1702)
- Op. 9: Cantate spirituali a una, due e tre Voci con Strumenti (Modena, 1702)
- Op. 10: Cantate et Oratorii spirituali a una, due, e tre Voci con Strumenti (Bologna, 1714)
- Op. 11: Hinno et Antifone della B. Vergine a Voce sola, con Strumenti unissoni (Bologna, 1715)
- Op. 12: Motetti con il Responsorio di S. Antonio di Padoa a una, e tre Voci con Strumenti (Bologna, 1717)
- Op. 13: Corona dei Pregi di Maria: Cantate a Voce sola (Bologna, 1717)
- Op. 14: Caprici varii da Camera a tre (Venedig, 1721)
- Op. 15: Messa, Litanie della B. V., Tantum Ergo a 4 pieno (Venedig, 1721)
- Cantata Già ch’Amor così vuole in Melpomene coronata da Felsina. Cantate Musicali a Voce sola, date in Luce da Signori Compositori Bolognesi (Bologna, 1685)

### Oratorien
- Nabucodonosor (uraufgeführt am Palmsonntag 1688 in Santa Maria di Galliera in Bologna)
- Giobbe (Bologna, 1688)
- S. Orsola (Bologna, 1689)
- L’Iride di Pace, o sia il B. Nicolò Albergati (Bologna, 1690)
- Il Convito di Baldassarre (Bologna, 1691)
- L’Innocenza di S. Eufenia (Bologna, 1694; unbekannter Ort, 1732)
- Il Martirio di S. Sinibaldo (Bologna, 1696 und 1706)
- Il ritorno dalla Capanna (Bologna, 1696)
- La Beata Caterina da Bologna tentata di Solitudine (1697) (in Op. 10)
- S. Eustachio (1699) (in Op. 10)
- Maria annunciata dall’Angelo (Bologna, 1701)
- S. Ottilia (Bologna, 1706 und 1719)
- Morte di Cristo (Bologna, 1719 und 1730)
- Il Trionfo della Grazia ovvero la Conversione di Maddalena (Bologna, 1729)
- S. Petronio principale Protettore di Bologna (Bologna, 1732)

### Verlorene Werke
- Serenata a due Voci (Bologna, 1692)
- Oper Gli Amici (Bologna, 1699)
- Oper Il Principe selvaggio (Bologna, 1712)

### Manuskripte
- Oratorio Il Convito di Baldassarre a cinque Voci con Stromenti in due Parti
- Oratorio L’Innocenza di S. Eufemia a tre Voci in due Parti (1700)
- 3 Cantate a Voce sola con Stromenti
- Sonata a cinque Strumenti con Tromba (Bologna)
- Laudate Dominum a quattro Voci
- Missa 4 Vocum cum Instrumentis et Organo
- Cantata Quella cara Pupilletta a Voce sola